# Кантор, Жан-Мишель
Жан-Мишель Кантор (фр. Jean-Michel Kantor, род. 9 октября 1946) — французский математик и историк науки. Работал в Национальном центре научных исследований (CNRS), с 1966 года — профессор-исследователь.
В настоящее время работает в Институте математики Жюссье университетов Парижа VI и VII, а также в CNRS. Член редакционного комитета Gazette des mathematiciens Французского математического общества.
Основные труды Кантора в математике лежат в сфере комбинаторной геометрии, как историк науки провёл сравнение русского и французского подходов к математическому анализу в начале XX века, рассмотрев деятельность российских математиков Николая Лузина и Дмитрия Егорова и французских — Рене Бэра, Анри Лебега и Эмиля Бореля. В истории функционального анализа и теории распределений рассмотрел труды С. Л. Соболева, Лорана Шварца и Жака Адамара. Также исследовал связь между мистическим учением Русской православной церкви и математикой, в частности, жизнь и наследие Павла Флоренского и Сергея Булгакова. По мнению Кантора, труды русской математической школы до сих пор наполнены мистицизмом в противоположность французской математической школе, которая основывается на рационализме.